# Veršnik
Veršnik je priimek več znanih Slovencev:
- Igor Veršnik, častnik
- Rudi Veršnik (1950-2023), ekonomist in politik
- Vojko Veršnik, zborovodja, glasbeni pedagog